# Kantatie 83
Pour les articles homonymes, voir Route 83.
La route principale 83 (en finnois : Kantatie 83) est une route principale allant du village de Sinettä à Rovaniemi jusqu'à Pello en Finlande.

## Description
La route, longue de 77 kilomètres, quitte la route principale 79 à Sinettä et part vers l'ouest jusqu'au village de Raanujärvi dans la municipalité de Ylitornio, où elle tourne vers le nord-ouest et finit par la route nationale 21 au centre  de Pello.

## Parcours
La route traverse les municipalités suivantes :
- Rovaniemi
- Ylitornio
- Pello